# 第七届全国人民代表大会常务委员会
第七届全国人民代表大会常务委员会共有156名组成人员，其中委员长1名、副委员长19名、秘书长1名、委员135名。任期由1988年4月至1993年3月。

## 组成人员
委员长、副委员长、秘书长和委员由第七届全国人民代表大会第一次会议于1988年4月8日选出，常委會组成情况如下：
- 委员长（1人）：万里[2]
- 副委员长（19人）：习仲勋、乌兰夫（蒙古族）、彭冲、韦国清（壮族）、朱学范、阿沛·阿旺晋美（藏族）、班禅额尔德尼·确吉坚赞（藏族）、赛福鼎·艾则孜（维吾尔族）、周谷城、严济慈、荣毅仁、叶飞、廖汉生（土家族）、倪志福、陈慕华（女）、费孝通、孙起孟、雷洁琼（女）、王汉斌[2]
  - 乌兰夫于1988年12月8日逝世
  - 班禅额尔德尼·确吉坚赞于1989年1月28日逝世
  - 韦国清于1989年6月14日逝世
- 秘书长（1人）：彭冲（兼）[2]
- 委员（135人，按姓名笔划排列）：
丁光训、马万祺、马木托夫·库尔班（维吾尔族）、马洪、马腾霭（回族）、王永幸、王伟、王秉鋆（布依族）、王金陵、王厚德、王润生、王猛、王耀伦（苗族）、扎喜旺徐（藏族）、区棠亮（女）、邓家泰、厉以宁、平措汪杰（藏族）、叶叔华（女）、叶笃正、史来贺、冯之浚（回族）、朱荣、朱德熙、伍觉天、任新民、刘大年、刘东生、刘有光、刘伟、刘延东（女）、刘念智、江平、许家屯、许嘉璐、孙敬文、阴法唐、李学智、李朋、李贵、李剑白、李宣化、李桂英（女，彝族）、李崇淮、李清、李琦、李瑞山、杨立功、杨纪珂、杨明（白族）、杨初桂（女，侗族）、杨波、杨烈宇、杨海波、杨浚、杨铿、吴大琨、吴仲华、何英、何浣芬（女）、邹瑜、宋一平、宋则行、宋汝棼、宋承志、张再旺、张有隽（瑶族）、张忱（女）、张承先、张挺、陈先、陈宗基、陈舜礼、陈邃衡、林兰英（女）、林丽韫（女）、林涧清、郁文、周占鳌、孟连昆、赵复三、赵修、郝诒纯（女）、胡代光、胡克实、胡绩伟、胡德华（女）、蚁美厚、段苏权、姚广、姚峻、贺进恒、贺敬之、秦川、袁雪芬（女）、莫文祥、顾明、钱敏、徐运北、徐采栋、徐起超、爱新觉罗·溥杰（满族）、高修、高登榜、郭力文（女）、郭秀珍（女）、陶力、陶大镛、陶爱英（壮族）、黄玉昆、黄志刚、黄顺兴、曹龙浩（朝鲜族）、曹思明、符浩、章文晋、章师明、章瑞英（女）、清格尔泰（蒙古族）、梁灵光、彭清源、董建华、董耐芳（女）、董辅礽、董寅初、傅奎清、曾涛、谢怀德、谢铁骊、楚庄、蔡子民、熊复、颜金生、潘焱、霍英东[2]
  - 曹志（1990年4月3日第七届全国人大第三次会议补选）[2]
  - 周南（1991年4月8日第七届全国人大第四次会议补选）[2]
  - 陶力于1989年7月26日逝世。
  - 朱荣于1990年2月8日逝世。
  - 陈宗基于1991年9月25日逝世。
  - 贺敬之于1989年9月4日辞职（1989年9月4日第七届全国人民代表大会常务委员会第九次会议接受辞职，1990年4月4日第七届全国人民代表大会第三次会议确认）[3][4]
  - 伍觉天于1990年3月14日辞职（1990年3月14日第七届全国人民代表大会常务委员会第十三次会议接受辞职，1990年4月4日第七届全国人民代表大会第三次会议确认）[5][4]
  - 胡绩伟于1990年3月14日撤销[6]
  - 赵复三于1990年6月28日撤销[7]
  - 许家屯于1991年3月2日撤销[8]

## 其他工作人员
- 副秘书长：
  - 1988年4月13日第七届全国人民代表大会常务委员会第一次会议任命：曹志、王厚德、有林、彭清源、许孔让
  - 1988年9月5日第七届全国人民代表大会常务委员会第三次会议任命：周杰、李钟英
  - 1990年9月7日第七届全国人民代表大会常务委员会第十五次会议任命：冯兰明
  - 1988年11月8日第七届全国人民代表大会常务委员会第四次会议免去：王厚德
  - 1989年10月31日第七届全国人民代表大会常务委员会第十次会议免去：有林[9]